# Peripsychoda longicera
Peripsychoda longicera és una espècie d'insecte dípter pertanyent a la família dels psicòdids.

## Descripció
- Mascle: ulls separats per 1,5 facetes de diàmetre; sutura interocular lleugerament arquejada; vèrtex de 2,5 vegades l'amplada del pont ocular i amb els costats arrodonits; occipuci estès en una mena de projecció cònica; front amb una àrea pilosa trapezoïdal; segment núm. 1 dels palps bulbós; antenes amb l'escap 1,5 vegades la mida del pedicel; ales d'1,65-1,67 mm de longitud i 0,60-0,65 mm d'amplada, amb la vena subcostal lliure (no pas unida a R1); fèmur més llarg que la tíbia.
- Femella: ulls separats per 2,5-3,5 facetes de diàmetre; projecció del vèrtex no pas tant prominent com la del mascle; lòbul apical de la placa subgenital més llarg que ample; espermateca reticulada en la superfície basal; cercs molt llargs (2,5 vegades la llargada de la placa subgenital) i ales d'1,65-1,75 mm de longitud i de 0,62 mm d'amplada.[3]

## Distribució geogràfica
És un endemisme de Nova Guinea.